# Lake Lorraine
Lake Lorraine és una concentració de població designada pel cens dels Estats Units a l'estat de Florida. Segons el cens del 2000 tenia 7.106 habitants.

## Demografia
Segons el cens del 2000, Lake Lorraine tenia 7.106 habitants, 2.937 habitatges, i 2.029 famílies. La densitat de població era de 1.344,9 habitants/km².
Dels 2.937 habitatges en un 30,1% hi vivien nens de menys de 18 anys, en un 54,9% hi vivien parelles casades, en un 10,8% dones solteres, i en un 30,9% no eren unitats familiars. En el 23,8% dels habitatges hi vivien persones soles el 6,2% de les quals corresponia a persones de 65 anys o més que vivien soles. El nombre mitjà de persones vivint en cada habitatge era de 2,42 i el nombre mitjà de persones que vivien en cada família era de 2,85.
Per edats la població es repartia de la següent manera: un 23,5% tenia menys de 18 anys, un 8,3% entre 18 i 24, un 28,9% entre 25 i 44, un 27,2% de 45 a 60 i un 12,2% 65 anys o més.
L'edat mediana era de 38 anys. Per cada 100 dones de 18 o més anys hi havia 96,5 homes.
La renda mediana per habitatge era de 47.437 $ i la renda mediana per família de 54.613 $. Els homes tenien una renda mediana de 32.483 $ mentre que les dones 21.688 $. La renda per capita de la població era de 22.695 $. Entorn del 4,7% de les famílies i el 6,5% de la població estaven per davall del llindar de pobresa.

## Poblacions més properes
El següent diagrama mostra les poblacions més properes.